# Omar Yasín
Omar Nills Yasín (Buenos Aires, 22 de abril de 1962) es un abogado argentino. Fue secretario de Trabajo, Empleo y Seguridad Social de la Nación, desde diciembre de 2023 hasta marzo de 2024; en la administración de Javier Milei.

## Biografía
Yasín egresó como abogado en la Universidad de Buenos Aires (UBA) y se especializó en derecho de trabajo, como asesor de empresas en cuanto a despidos.
Es profesor de derecho laboral en la Facultad de Derecho de la mencionada UBA. Además, es subdirector del Instituto de Trabajo del Colegio de Abogados de Capital Federal.
Militó en la Unión del Centro Democrático antes de pasarse al PRO.

### Sector público
Desde 1987-1991 fue oficial mayor del despacho del concejal, Carlos Maslatón de la Unión del Centro Democrático en el Concejo Deliberante de Capital Federal.
Fue director del Servicio de Conciliación Laboral Obligatoria del Ministerio de Trabajo de la Nación bajo la gestión de Jorge Triaca (2015 - 2018) durante el gobierno de Cambiemos.
Es parte de Propuesta Republicana y trabajó en la campaña de Patricia Bullrich para las elecciones presidenciales de 2023.

#### Secretario de la Nación
Con la llegada de Javier Milei a la presidencia, y en el marco de la creación del Ministerio de Capital Humano, el antiguo Ministerio de Trabajo fue degradado en secretaría dependiente del nuevo ministerio, siendo designado Yasín al frente del mismo en diciembre del 2023.El 11 de marzo del 2024, Javier Milei anunció la intención de despedir a Yasín, debido al escándalo que se originó con la emisión de un decreto que estableció un aumento de sueldos para la administración pública nacional, el cual incluía al Poder Ejecutivo, en el contexto de un plan de austeridad.
El abogado Carlos Maslatón, sobre el despido de Yasín, dijo que en realidad lo despidieron por su amistad con él y porque descubrieron que fue su oficial mayor en su despacho en el Concejo Deliberante cuando fue concejal de Capital Federal (1987-1991).